# Коломийцев, Алексей Владимирович
Алексе́й Влади́мирович Коломи́йцев (укр. Олексій Володимирович Коломійцев; род. 16 апреля 1972, Никополь, Днепропетровская область, Украина) — украинский композитор и театральный режиссёр, а также актёр, певец, музыкант, оказавший значительное влияние на развитие современного украинского театра. Его режиссёрские постановки принесли ему неофициальный титулы "Театральный бунтарь" и "Самый эпатажный режиссёр Украины". В 2015 году со своими единомышленниками и последователями основал в Одессе авторский театр "Театр Алексея Коломийцева" (Театрок)

## Карьера и творчество
- 1989 г., После окончания общеобразовательной и музыкальной школы, поступил в Днепропетровское музыкальное училище им. Глинки на отдел народных инструментов по специальности «гитара».
- 1990 г. Призван в ряды Советской Армии. Двухгодичную службу проходил в Берлине, в оркестре 6-й гвардейской мотострелковой бригады ЗГВ (духовые, ударные, гитара, вокал). Возвратившись из армии, продолжил обучение в музыкальном училище и в 1995 г. окончил его по специальностям гитара и вокал. Параллельно с учёбой солистом стал днепропетровского театрализованного ансамбля «Козаки-запорожцы».
- 1994 г. В качестве солиста в составе вокального ансамбля «Гамма» (худрук М. Цыгуткин) стал лауреатом международного джазового фестиваля «Горизонты джаза», г. Кривой Рог.
- 1995 г. Поступил в Харьковский государственный университет искусств имени И. П. Котляревского (ХГИИ) на вокальный факультет в класс нар. арт. СССР профессора Н. Ф. Манойло. Однако вскоре решил сменить педагога по вокалу. В результате молодой певец оказался в классе заслуженного артиста Украины, доцента В. И. Подсадного.

В 1997 году зачислен на режиссёрский факультет ХГИИ. Оба факультета закончил в 2000 г. и в 2001 г. соответственно.
- 1996—2002 гг. Во время обучения в институте искусств и после его окончания работал режиссёром и солистом в Харьковском государственном академическим театре оперы и балета имени Н. В. Лысенко (ХАТОБ), режиссёром и солистом в Харьковском театре музыкальной комедии, преподавателем оперной студии харьковской консерватории.
- 2002 г. Главный режиссёр Харьковского театра музыкальной комедии (ХТМК).
- 2003 г. Вышел в финал международного конкурса оперных режиссёров и сценографов RING AWARD (Вагнер Форум Грац, Австрия) за разработку концепции постановки оперы Ж. Оффенбаха «Сказки Гоффмана». В декабре стал победителем национального конкурса молодых мастеров искусств «СтАрт», w:uk: Міжнародний фонд «Відродження», в номинации «Театр» за постановку одноактных оперетт Ж. Оффенбаха.
- 2003—2006 гг. Участник более 20 европейских театральных фестивалей в составе труппы Харьковского Украинского Академического Драматического Театра им. Т. Г. Шевченко.
- 2005 г. работа над музыкальным сайд-проектом. Проект объединяет в себе избранные музыкальные композиции из его же мюзиклов и рок-опер, таких как, «Леон Асторга, по прозвищу Керубино», «Феминизм по-украински», «Вивисекция» и др. По стилю, Esthetic Empire близок к Неоклассическому кроссоверу и арт-року.
- В 2006 г. Создал «Театр Отверженных» — музыкально-театральный проект, в котором, наряду с профессиональными музыкантами и певцами, участвуют актёры с ограниченными возможностями.
- С2006 г. Композитор, аранжировщик компании «Graviteam» (разработка компьютерных игр).
- С 2007 г. режиссёр «Steinway Junior Дебют»
- В 2008—2009 гг. преподаватель кафедры режиссуры и мастерства актёра театра анимации Харьковского национального университета искусств им. И. Котляревского
- Осуществил более двадцати постановок, (опер, мюзиклов, музыкальных спектаклей) в том числе в Харьковском национальном театре оперы и балета имени Н. В. Лысенко, Днепропетровском академическом театре оперы и балета, Донецком Национальном Украинском муздрамтеатре, Днепродзержинском академическом муздрамтеатре им. Леси Украинки, Одесском академическом украинском муздрамтеатре им. В. Василько, московском театре «Школа современной пьесы».
- С 2012 г. Художественный руководитель Полтавского академического украинского музыкально-драматического театра им. Н. В. Гоголя.
- С марта 2014 по август 2015 г. руководитель Львовского драматического театра им. Л. Украинки
- В августе 2015 совместно с Дарьей Мелькиной создал театр "Театр Алексея Коломийцева" (ТеатРоК)

### Режиссёрские работы
- 2019  «Bloom» (автор сюжета и инсценировки, режиссер-постановщик, художник-постановщик, аранжировщик, автор видеомаппинга)
- 2018 - «Цветочки», живое кино (по мотивам пьесы Д. Корчинского "Віденська кава"), ТеатРоК
- 2017 - «Ночной обыск» - футуристическая опера, ТеатРоК
- 2017 - «Самовивисекция» - моноспектакль, ТеатРоК
- 2016 - «2014» -  футуристическая опера по мотивам пьесы В. Хлебникова, ТеатРоК
- 2016 - А. Коломийцев, «Вивисекция - живое кино», (вторая редакция), ТеатРоК
- 2016 - А. Коломийцев «Divka» - мюзикл (вторая редакция), ТеатРоК
- 2016 - Л. Пантелеев - «Хвенька», музыкальная сказка, ТеатРоК
- 2017 - «Рок-маньяки», музыкально-театрализованное действо, ТеатРоК
- 2015 — И. Поклад, А. Вратарев, А. Коломийцев - «Ирод или история одной страсти», рок-опера, Львовский драматический театр им. Леси Украинки
- 2014 — Д. Шостакович «Антиформалистический раёк или Сталин был, Сталин есть, Сталин будет?», Львовский драматический театр им. Леси Украинки
- 2014 — Алексей Коломийцев (автор либретто, музыки, режиссура, сценография), живое кино «Вивисекция» (автор либретто, музыки, режиссура, сценография), Львовский драматический театр им. Леси Украинки
- 2014 — Алексей Коломийцев (автор либретто, музыки, режиссура, сценография), «Divka» (автор либретто, музыки, режиссура, сценография), украинский мюзикл, Львовский драматический театр им. Леси Украинки
- 2013 — Д. Шостакович «Антиформалистический раёк», сатирическая опера, Полтавский академический украинский музыкально-драматический театр им. Н. В. Гоголя, запрещена управлением культуры полтавской госадминистрации
- 2012 — А. Коломийцев «Пригоди пана Мюнхгаузена» (Приключения Мюнхгаузена на Украине), мюзикл; режиссура, сценография, Полтавский академический украинский музыкально-драматический театр им. Н. В. Гоголя
- 2012 — А. Коломийцев «Легенда про Тараса», лайт-опера; режиссура, сценография, Полтавский академический украинский музыкально-драматический театр им. Н. В. Гоголя. Премии им. И. П. Котляревсокого и им. Леся Курбаса
- 2012 — А. Мардань «Аншлаг», грустная комедия; режиссура, сценография, Московский театр «Школа современной пьесы»
- 2010 — А. Коломийцев «Приключения Мюнхгаузена на Украине», мюзикл; режиссура, сценография, Одесский Академический музыкально-драматический театр им. Василько
- 2009 — А. Коломийцев «Ночной обыск» — футуристическая опера, автор музыки и либретто, режиссура, сценография. Театр Отверженных
- 2009 — А. Коломийцев «Феминизм по-украински» — мюзикл, автор музыки и либретто, режиссура, сценография, Днепродзержинский академический музыкально-драматический театр им. Леси Украинки. Театральный конкурс-Фестиваль «Сичеславна 2009» — лучший спектакль, лучшая музыка, лучшая режиссура, лучшая сценография, лучшая женская роль, лучшая мужская роль, лучшая пластика
- 2007 — А. Коломийцев «Вивисекция», рок-новеллы под луной, Донецкий Академический Украинский Музыкально-драматический Театр* 2006 — А. Коломийцев «Esthetic Empire», эстрадно-театрализованное действо в жанре неоклассический кроссовер
- 2006 — А. Коломийцев «Таракан, (Вивисекция)», музыкальный трагифарс, Театр Отверженных
- 2005 — Д. Чимароза «Тайный брак», opera-buff, Днепропетровский академический театр оперы и балета
- 2003 — Ж. Оффенбах «Маленькие шедевры Большого Мастера», оперные комиксы, Харьковский театр музыкальной комедии
- 2003 — А. Коломийцев «Таракан», музыкальная мононовелла, Харьковский государственный академический украинский драматический театр имени Т. Г. Шевченко
- 2002 — Ф. Легар «Граф Люксембург», оперетта, Харьковский театр музыкальной комедии
- 2002 — Г. Пёрселл «Дидона и Эней», опера-легенда, Харьковский академический театр оперы и балета, малая сцена
- 2001 — А. Дружинин, В. Коломийцев, А. Коломийцев «Тайна волшебного ключика», музыкальная сказка, Харьковский театр музыкальной комедии
- 2001 — Д. Д. Шостакович «Антиформалистический раёк», трагифарс, Харьковский академический театр оперы и балета, основная сцена
- 2000 — Д. Чимароза «Тайный брак», комическая опера, Харьковский академический театр оперы и балета, малая сцена
- 1999 — Ги де Мопассан «Порт», музыкальная мононовела, ХГИИ

### Музыкальные произведения
- 2012 — «Ирод или история одной страсти», кавер рок-оперы Игоря Поклада и Александра Вратарева
- 2012 — «Дівка», фольк-мюзикл по мотивам пьесы И. Котляревского «Наталка-Полтавка», автор музыки (либретто И. Озаркевича)
- 2012 — «Легенда о Тарасе», лайт-опера по мотивам повести М. В. Гоголя «Тарас Бульба», автор музыки и либретто
- 2012 — «Мария Стюарт», лайт-опера, автор музыки и либретто
- 2011 — «Синяя Борода», мюзикл, автор музыки и либретто
- 2010 — «Приключения Мюнхгаузена на Украине», мюзикл, автор музыки и либретто
- 2008 — «Трубадур и его друзья», кавер-версия одноименного мюзикла Геннадия Гладкова
- 2008 — «Феминизм по-украински», мюзикл по пьесе Григория Квитки-Основьяненко «Бой-жінка» вторая редакция
- 2008 — «Опаленная сталь», саундтрек к компьютерной игре «Харьков-1943»
- 2007 — «Не пафоса ради», саундтрек к компьютерной игре «Стальная ярость»
- 2007 — «Леон Асторга по прозвищу Керубино» — рок-опера, незавершена
- 2006 — «Славянские забавы», шоу-балет
- 2005 — «Le nozze di Figaro. Postscriptum», музыкальный цикл. Музыкальное исследование оперы В.-А. Моцарта «Свадьба Фигаро».
- 2004 — «Сон Каролины», музыкальные номера к оперному спектаклю «Тайный брак»
- 2003 — «Вивисекция», рок-новеллы на стихи Николая Олейникова
- 2001 — «Навстречу солнцу» — цикл песен к музыкальной сказке «Тайна волшебного ключика»
- 1997 — «Ночной обыск», камерная опера по мотивам одноимённой поэмы Велимира Хлебникова
- 1996 — «Bambluki», сборник песен
- 1987 — «Афганистан страной смертей остался в памяти моей…», рок-баллада на стихи Владимира Коломийцева

### Оперные партии и роли
- Мишель Ракитин в спектакле А. Жолдака «Місяць кохання»
- Фигаро, (В. А. Моцарт «Свадьба Фигаро»)
- доктор Бартоло (Дж. Россини «Севильский цирюльник»)
- Граф Робинзон (Д. Чимароза «Тайный брак»)
- Вильям Гарриссон (Ю. Рыбчиский «Моя жена — лгунья»)
- Граф Альмавива, (В. А. Моцарт «Свадьба Фигаро»)
- Доктор Малатеста, (Г. Доницетти «Дон Паскуале»)
- Филипп ла Турет (И. Кальман «Баядера»)
- Граф Люксембург (Ф. Легар «Граф Люксембург»)
- Султан, Имам (С. Гулак-Артемовский «Запорожец за Дунаем»)
- Царь Ирод, (Игорь Поклад, рок-опера «Ирод»)
- Двойкин, (Дмитрий Шостакович, опера «Антиформалистический раек»)

### Фильмография
- 2008 - Кошка под дождем.
- 2011 - Феминизм по-украински - телеверсия спектакля
- 2013 - Легенда о Тарасе - телеверсия спектакля
- 2018 - Солнечный танк.

### Esthetic Empire
Esthetic Empire — музыкальный сайд-проект Алексея Коломийцева, созданный им в 2006 году. Проект объединяет в себе избранные музыкальные композиции из его же мюзиклов и рок-опер, таких как, «Леон Асторга, по прозвищу Керубино», «Феминизм по-украински», «Вивисекция» и др. По стилю, Esthetic Empire близок к Неоклассическому кроссоверу и арт-року.